# Nagytóti
Nagytóti (románul: Totia) település Romániában, Erdélyben, Hunyad megyében.

## Fekvése
Piskitől délkeletre fekvő település.

## Története
Tóti nevét 1366-ban p. Thoty néven említette először oklevél.
1380-ban p. Toti, 1498-ban Thothy, 1506-ban v. Thothy Tóti, 1733-ban Tolti, 1750-ben Toltie, 1760–1762 között Nagy Toti, 1805-ben Tothi, 1808-ban Tóti, 1888-ban Nagy-Tóti (Toltia mare), 1913-ban Nagytóti néven írták.
1453-ban Déva várának részbirtoka, 1482-ben, 1506-ban és 1510-ben Hunyadvár tartozéka volt.
1506-ban v. Thothy Tóti, Zsámboki, Szentkirályi ~ Piskeczi, Bojtori, Hunyadi családok birtoka.
A trianoni békeszerződés előtt Hunyad vármegye Dévai járásához tartozott.
1910-ben 196 lakosából 11 magyar, 185 román volt. Ebből 3 római katolikus, 8 református, 185 görögkeleti ortodox volt.

## Források

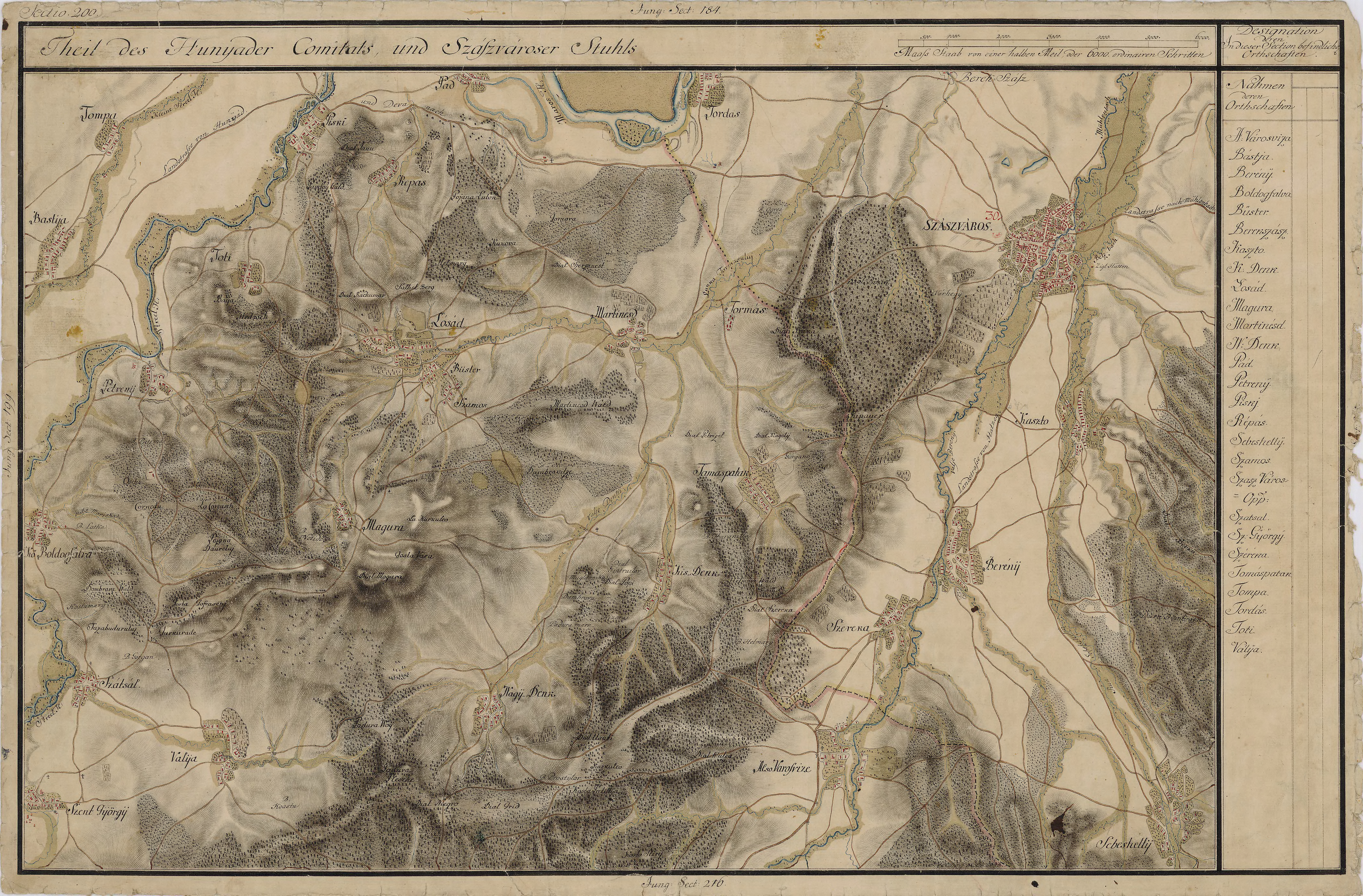
Nagytóti egy régi térképen